# Cory Stillman
Cory Stillman, född 20 december 1973 i Peterborough, Ontario, är en kanadensisk före detta professionell ishockeyspelare som spelade för Calgary Flames, St. Louis Blues, Tampa Bay Lightning, Carolina Hurricanes, Ottawa Senators och Florida Panthers i NHL.
Stillman vann Stanley Cup två gånger, med Tampa Bay Lightning säsongen 2003–04 och med Carolina Hurricanes säsongen 2005–06. Hans bästa säsong poängmässigt i NHL är 2003–04 då han gjorde 25 mål och 55 assist för totalt 80 poäng på 81 spelade matcher.
Cory Stillman spelade 1025 grundseriematcher i NHL och gjorde 278 mål och 449 assist för totalt 727 poäng. Han samlade också på sig 489 utvisningsminuter. På 82 slutspelsmatcher gjorde han 19 mål och 32 assist för totalt 51 poäng.
Han är far till ishockeybacken Riley Stillman som spelar inom organisationen för Florida Panthers i NHL.

## Klubbar i NHL
- Calgary Flames
- St. Louis Blues
- Tampa Bay Lightning
- Carolina Hurricanes
- Ottawa Senators
- Florida Panthers